# Simon Marcil
Pour les articles homonymes, voir Marcil.
Simon Marcil est un électricien, représentant syndical et homme politique québécois. Il est député à la Chambre des communes pour la circonscription de Mirabel sous la bannière du Bloc québécois de 2015 à 2021.

## Biographie
Simon Marcil est employé de la société d'État Hydro-Québec et est responsable de l'information au Syndicat des employés de métiers d'Hydro-Québec.

## Carrière politique
Simon Marcil est candidat du parti Option nationale dans la circonscription de Labelle aux élections provinciales québécoises de 2012. Il obtient 0,94 % des voix. Il est par la suite président du comité exécutif du Bloc québécois de Mirabel et membre de l’exécutif national du parti. Déjà sur les rangs pour l'investiture en août 2014, il est choisi en mars 2015 candidat du Bloc pour la nouvelle circonscription de Mirabel.
Lors du scrutin du 15 octobre, il remporte la victoire, devançant de peu la députée sortante d'Argenteuil—Papineau—Mirabel Mylène Freeman du Nouveau Parti démocratique. Au cours de son premier mandat, il est porte-parole de son parti en matière d'agriculture et agro-alimentaire, ainsi que d'emploi et développement social, de novembre 2015 à février 2018.
À deux reprises, Simon Marcil obtient l'appui unanime de la Chambre des communes concernant la protection du système de la gestion de l'offre. Le 26 septembre 2017, il propose une motion, adoptée sans débat,  qui réclame la protection intégrale du système de la gestion de l'offre dans la renégociation de l'Accord de libre-échange nord-américain (ALÉNA),. Plus tard, le 7 février 2018, il propose une motion similaire relative à la négociation du Partenariat transpacifique global et progressif (PTPGP),. Pourtant, finalement, le PTPGP entame le système de gestion de l'offre pour les produits laitiers et la volaille.

### Crise de 2018 au Bloc québécois
Simon Marcil fait partie des sept députés du Bloc québécois qui quittent le parti en février 2018, et siègent sous l'étiquette de Groupe parlementaire québécois à la suite de désaccords avec la cheffe Martine Ouellet. 
Cependant, tout comme son collègue Michel Boudrias, il ne suit pas les députés dissidents quand ceux-ci renomment leur groupe « Québec debout » et continue à siéger sous la première étiquette. Les deux sont également les premiers à rejoindre leur ancienne formation politique dès l'annonce de la démission de Martine Ouellet. 
À son retour au Bloc, il assume les fonctions de président du caucus (juillet-septembre 2018), puis de whip du parti (septembre 2018-octobre 2019).

### Deuxième mandat
Lors des élections d'octobre 2019, Simon Marcil est réélu avec 51 % des voix. Il est porte-parole de son parti en matière de Sécurité publique et de Protection civile de novembre 2019 à février 2020. Il ne se représente pas lors des élections anticipées de 2021.